# 日航ジャンボ機UFO遭遇事件
日航ジャンボ機UFO遭遇事件（にっこうジャンボきユーフォーそうぐうじけん）は、1986年11月17日に日本航空の貨物便である1628便が、アメリカ合衆国のアラスカ州上空で未確認飛行物体に遭遇した事件。

## 事件概要

### 事件当日のJAL1628便
- 使用機材：ボーイング747-246F
- コールサイン：Japan Air 1628
- フライトプラン：パリ=シャルル・ド・ゴール空港発ケプラヴィーク、アンカレジ経由成田行[1]
- コックピットクルー（年齢は全て遭遇当時）
  - 機長：寺内謙寿（47歳）
  - 副操縦士：為藤隆憲（39歳）
  - 航空機関士：佃善雄（33歳）

### 概要

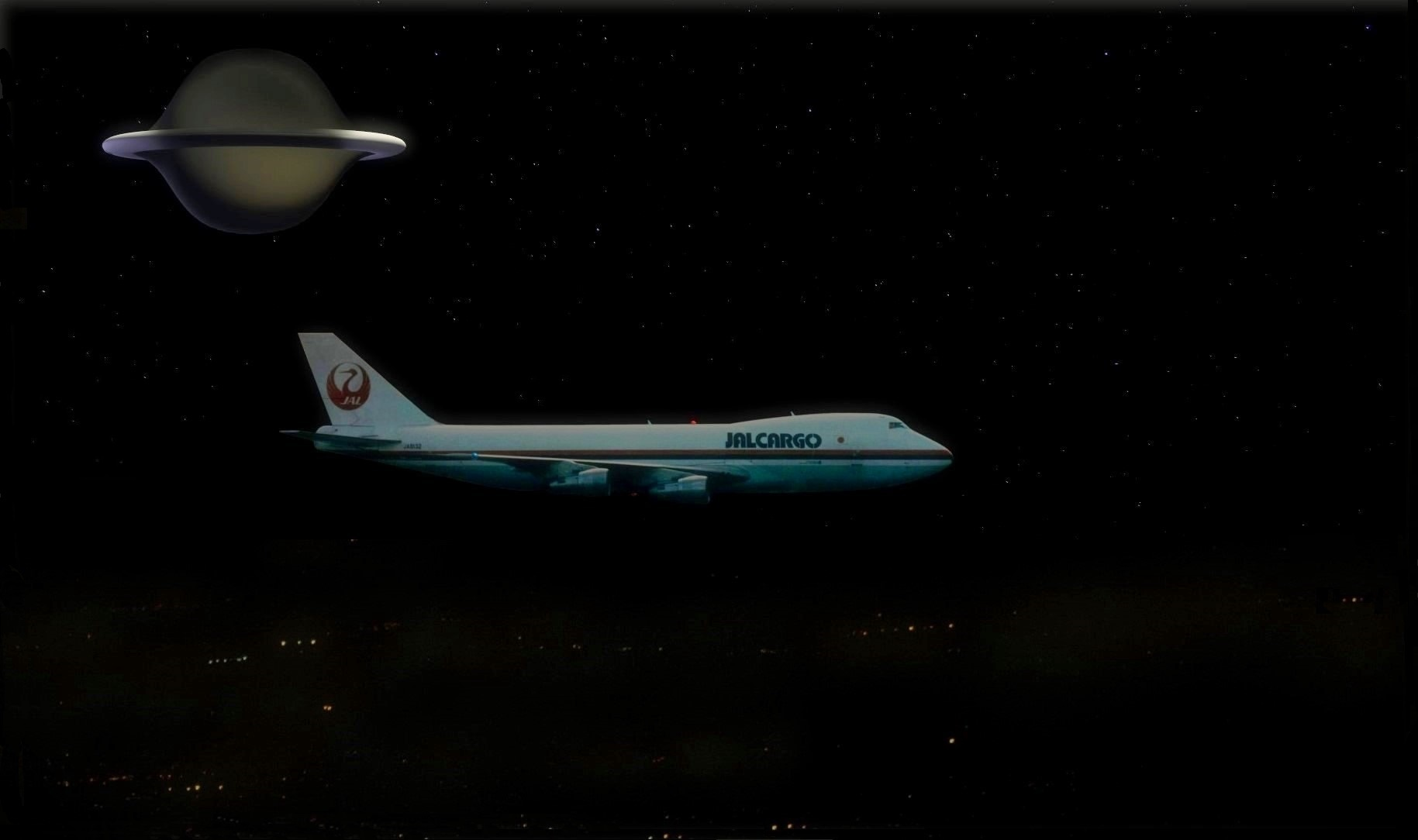
機長が主張する、「母船型UFO」との遭遇時を再現した映像

1986年11月17日、パリ=シャルル・ド・ゴール空港発ケプラヴィーク、アンカレッジ経由東京-成田行JAL1628便、日本航空のボーイング747-246F貨物機が、アラスカ州のフェアバンクス上空の高度約10,000メートルを飛行中に、両端にライトを点灯させた巨大な母船型UFOに遭遇した。
同機機長によると、UFOは自機の大きさの3～4倍にも匹敵する巨大な球形で、1時間弱の間、旋回して逃れようとした同機と併走するように移動し、機内の気象レーダーにもはっきりと写ったが、なぜか雲のような透明状のものとしてレーダー上では写っていたとのことである（金属製の物体なら赤く映るがUFOの像は緑の中であった）。
このUFOについては、アメリカ連邦航空局(FAA)のアンカレッジ空港の地上レーダーとアメリカ軍のエルメンドルフ空軍基地のレーダーでも該当する物体は捕捉されなかった。後述のキャラハンのみが地上レーダーで捕捉されていたと証言している（なお、実際は「ゴースト」だったが、レーダーに別のコンタクトがあったのは事実のようである）。
地上レーダーで確認できなかったことから、管制局から「調査のため空軍機の飛行を依頼するか」との提案があったが、機長は当該提案を断った。この提案を断ったことについては、後に機長自身による「非常に高度に発達した飛行機に対して、あるいは宇宙船に対して行動を取った場合に、彼らはものすごい技術を持っていますんでね。"なんか変なことでもされたんでは申し訳ない"という気持ちがありますもんで、即座に断りました」という発言があった。
その後、JAL1628便がアラスカ行きのユナイテッド航空69便と行き違ったところ、UFOは反転して今度はユナイテッド機の追尾を始め、同機がアラスカに着陸すると何処かに消失した。なお、ユナイテッド航空69便はUFOらしきものは見ていない。
なお、このUFO目撃事件については、「航空機の安全運航に影響がある」とされたことから、アンカレッジ着陸後、FAAによって機長の事情聴取が行われ、機長については酩酊などの可能性がないことが報告されている。この事件の数ヶ月前に、日本航空の機長が見たとされる同じUFOがブラジルのサンパウロ上空に現れ、大勢の人に目撃されている。

### 報道
後に寺内機長が事件の詳細を共同通信社に勤務する友人に話したことから、この事件を共同通信社が世界各国に向け配信、事件が公になり、当時日本をはじめとする各国のテレビニュースや全国紙、週刊誌などで大きく報道された。
この第一報の時点でも、副操縦士は「光は見たが飛行物体の形は確認できなかった」と証言しており、航空機関士は「何も見ていない」と証言している。またさらに機長は、「機内が照らされて熱も感じた」と述べているが、副操縦士も機関士も「そんなことはなかった」と否定している。しかしながら、その直後に「UFOではなく惑星を見間違えたもの」とする日本のマスコミュニケーションによる解釈が報道された。
なお寺内機長はこの事件の前後にもUFO目撃談を語っており、この事件の後でも再びアラスカ上空で「UFO」を目撃しているが、この時については、光柱現象の誤認であると機長は認めている。本件についても、「レーダーに雲状のものとして映った」という事実は、光柱現象を起こすような氷晶を含んだ雲であった可能性を示唆していた。
寺内機長はその後日本航空社内のパイロットの異動で、地上勤務に異動となった。この後後追いの報道はなく、この事件は15年後までは「日航機長の錯覚」として人々の記憶から忘れ去られていた。

### キャラハンの主張
しかし、2001年にかつてのNASA関係者や退役軍人、政府関係者、航空メーカーの技術者などが『ディスクロジャープロジェクト』というUFOや宇宙人に関する情報公開を目的とした記者発表会をワシントンD.C.で開催し、本件についてはFAA職員であり事件当時を含む1981年～1988年にかけて事故調査部長だったジョン・キャラハン（John Callahan）より、日航機長の報告を裏付ける証言がなされた。
キャラハンによると、日航機がアラスカ上空で遭遇したUFOは実際にレーダー上で確認され、機長の要請に呼応する形でFAAがレーダー追跡し管制対応と記録を行っていた。その後事件がマスコミに漏れて騒ぎになったことから、FAAのアンカレジ支部は業務に支障を来たし、事件翌々月の1987年1月、対処をキャラハンが率いる事故調査部に一任した。
キャラハンは全ての資料と記録をFAAの技術センターに移送させ、模擬管制室を用意して録音やデータを元に管制経過のリアルタイム再現を行った。これに立ち会って内容を知ったキャラハンは報告のためFAA本部に戻り、当時FAA局長だった退役海軍中将Donald D. Engenに再現時のレーダースクリーン状況を録画したビデオを見せた。するとEngenはその夜の予定を全てキャンセルし、「大統領に面会する」として出て行った。この二日後、FBI、CIA、および当時のアメリカ大統領ロナルド・レーガン直属の科学調査班が召集され、キャラハン他FAA関係者22名を含めた報告会議が開かれた。
この会議の終わりにおいて、参加者全員に対してCIAから緘口令が宣告され、「公式には本事件は存在せず、この会議も開催されなかった」こととされた。このとき、FAAが会議に提出した資料やレーダー記録等はCIAらにより全て持ち去られたが、FAA側は他にも報告書や録音テープ、再現状況録画ビデオの原本等を保有しており、これらは気付かれず特に提出を命じられなかった。このためキャラハンらはこれらを保管し続け、後に一部を公表した。また、ロナルド・レーガン大統領はこのUFO遭遇事件の報道に関して、アメリカ国内のマスコミに圧力をかけたといわれている。

## 補足
- 1986年当時、民間機のパイロットや航空自衛隊または他国の空軍ではパイロットが飛行中このような未確認飛行物体を目撃した際、正式に記録や報告をしないといわれている。その理由は様々だが多くは精神疾患扱いされることへの懸念やUFO対策へ未対応が原因とされていた。
- 機長は当時、マスコミへの反論のため証言インタビューをおこなったが、結果的には当時の報道機関などに公にされることはなかった。現在この機長の証言テープは福島県の福島市飯野UFOふれあい館に保管されている。

## 外部サイト
- Unidentified Traffic Sighting by Japanese Airline Flight 1628. Novmber 18, 1986. ANC  ARTCC 日航1628便による未確認飛行物体の目撃（英語） ディスクロージャー・プロジェクトによる機密書類公開
- 職員の証言（英語） ディスクロージャー・プロジェクトによる機密書類公開
- 17　【CIAが隠ぺいしていたUFO事件】日航ジャンボ機UFO遭遇事件 - [著]ASIOS - 犬耳書店 - 皆神龍太郎による解説。
- Do Records Show Proof of UFOs? - アメリカ国立公文書記録管理局